# Willows (Kalifornija)
Willows je grad u američkoj saveznoj državi Kalifornija. Prema popisu stanovništva iz 2010. u njemu je živjelo 6.166 stanovnika.